# 李文全 (1937年)
李文全（1937年2月—2002年7月27日），男，河北吴桥人，中华人民共和国政治人物。

## 生平
1951年1月至1953年8月，吴桥县小学教员、校长，完小教导主任，县文教科扫盲专职干部。1953年11月，加入中国共产党。1953年8月至1955年9月，吴桥县区团委委员、镇团委副书记、团县委宣传部副部长，沧州团地委组织干事；1955年9月至1959年8月，在中国人民大学经济计划系学习。1959年8月至1969年12月，山东经济研究所科员级、正科级研究人员，其间到“五七”干校劳动；1969年12月至1974年2月，任山东省革委政治部组织组干事；1974年2月至1981年2月，任山东省委组织部三处、组织处副处长。1981年2月至1985年4月，省委组织部组织处处长。1985年4月至1987年9月，任中共烟台市委副书记兼烟台大学校务委员会副主任。1987年9月至1991年1月，中共威海市委副书记、市长、市政协主席兼烟台大学校务委员会副主任。1991年1月至1992年2月，任中共威海市委书记、市政协主席、军分区党委第一书记。1992年2月至1992年3月，任中共山东省委常委，威海市委书记、市政协主席、军分区党委第一书记。1992年3月至1993年11月，任山东省委常委、组织部部长；1993年11月至1994年7月，任中共山东省委副书记、组织部部长；1994年7月至1998年4月，继任中共山东省委副书记；1998年4月，在山东省第九届人民代表大会第一次会议上当选为山东省人民代表大会常务委员会副主任。2002年7月27日在济南逝世，享年66岁。